# Madame Bovary (1934)
Madame Bovary is een Franse dramafilm uit 1934 onder regie van Jean Renoir. Het scenario is gebaseerd op de gelijknamige roman uit 1856 van de Franse auteur Gustave Flaubert.

## Verhaal
Charles Bovary is een plattelandsarts uit Normandië. Na de dood van zijn eerste vrouw hertrouwt hij met Emma Rouault. Emma droomt van een luxeleven in de stad, maar in de plaats daarvan krijgt ze een ongeïnteresseerde echtgenoot. Daardoor wordt ze melancholiek en begint ze een relatie met Rodolphe. 

## Rolverdeling
| Acteur            | Personage          |
| ----------------- | ------------------ |
| Max Dearly        | Homais             |
| Valentine Tessier | Emma Bovary        |
| Pierre Renoir     | Charles Bovary     |
| Robert Le Vigan   | Lheureux           |
| Alice Tissot      | Moeder van Bovary  |
| Pierre Larquey    | Hippolyte          |
| Monette Dinay     | Félicité           |
| Fernand Fabre     | Rodolphe Boulanger |
| Daniel Lecourtois | Leon Dupuis        |
| Héléna Manson     | Héloïse Bovary     |